# Authon-la-Plaine
Authon-la-Plaine ist eine französische Gemeinde mit 371 Einwohnern (Stand: 1. Januar 2022) im Département Essonne in der Region Île-de-France; sie gehört zum Arrondissement Étampes und zum Kanton Étampes (bis 2015: Kanton Dourdan). Die Einwohner heißen Authonais.

## Geographie
Authon-la-Plaine liegt etwa 53 Kilometer südsüdwestlich von Paris. Umgeben wird Authon-la-Plaine von den Nachbargemeinden Corbreuse im Norden, Richarville im Nordosten, Plessis-Saint-Benoist im Osten, Saint-Escobille im Süden, Garancières-en-Beauce im Westen und Südwesten sowie Chatignonville im Westen und Nordwesten.

## Bevölkerungsentwicklung
| Jahr                      | 1962 | 1968 | 1975 | 1982 | 1990 | 1999 | 2006 | 2012 |
| Einwohner                 | 205  | 181  | 230  | 281  | 290  | 305  | 345  | 368  |
| Quelle: Cassini und INSEE |      |      |      |      |      |      |      |      |

## Sehenswürdigkeiten
- Kirche Saint-Aubin aus dem 13./14. Jahrhundert, seit 1987 Monument historique

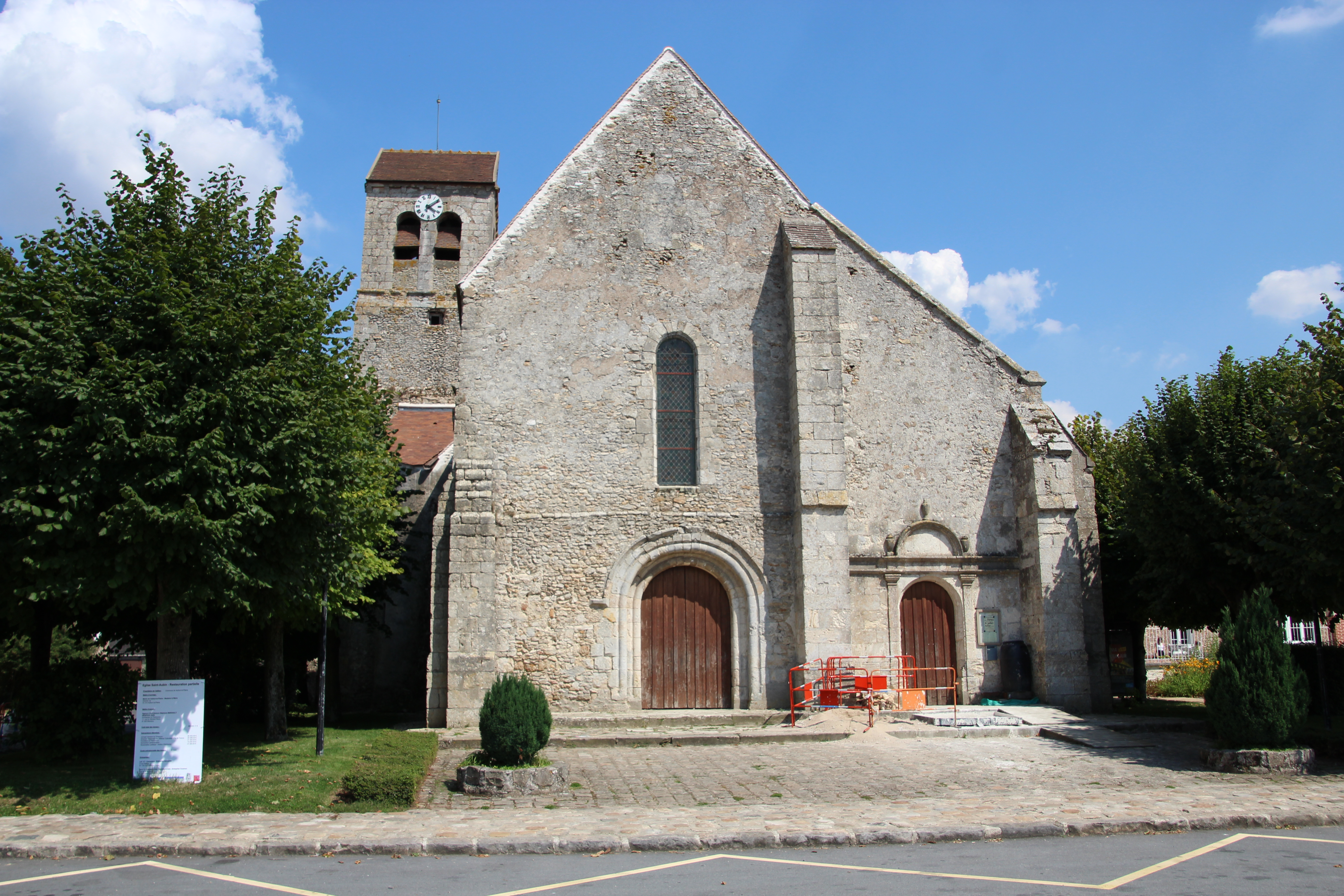
Kirche Saint-Aubin